# Asako Matsunaga
Asako Matsunaga (en japonés: 松永安紗子, Matsunaga Asako; 25 de agosto de 1990) es una deportista japonesa que compitió en tiro con arco, en la modalidad de arco recurvo. Ganó una medalla de plata en el Campeonato Mundial de Tiro con Arco al Aire Libre de 2009, en la prueba por equipo.

## Palmarés internacional
| Campeonato Mundial al Aire Libre | Campeonato Mundial al Aire Libre | Campeonato Mundial al Aire Libre | Campeonato Mundial al Aire Libre |
| Año                              | Lugar                            | Medalla                          | Prueba                           |
| -------------------------------- | -------------------------------- | -------------------------------- | -------------------------------- |
| 2009                             | Ulsan (Corea del Sur)            | Medalla de plata                 | Equipo                           |